# Casa Museo Freud (Příbor)
La Casa Museo Freud (Příbor) es una casa ubicada en la calle Zámečnická 117, Příbor, República Checa, donde nació el creador del psicoanálisis, Sigmund Freud, y que hoy alberga un museo sobre su vida y obra.

## Historia

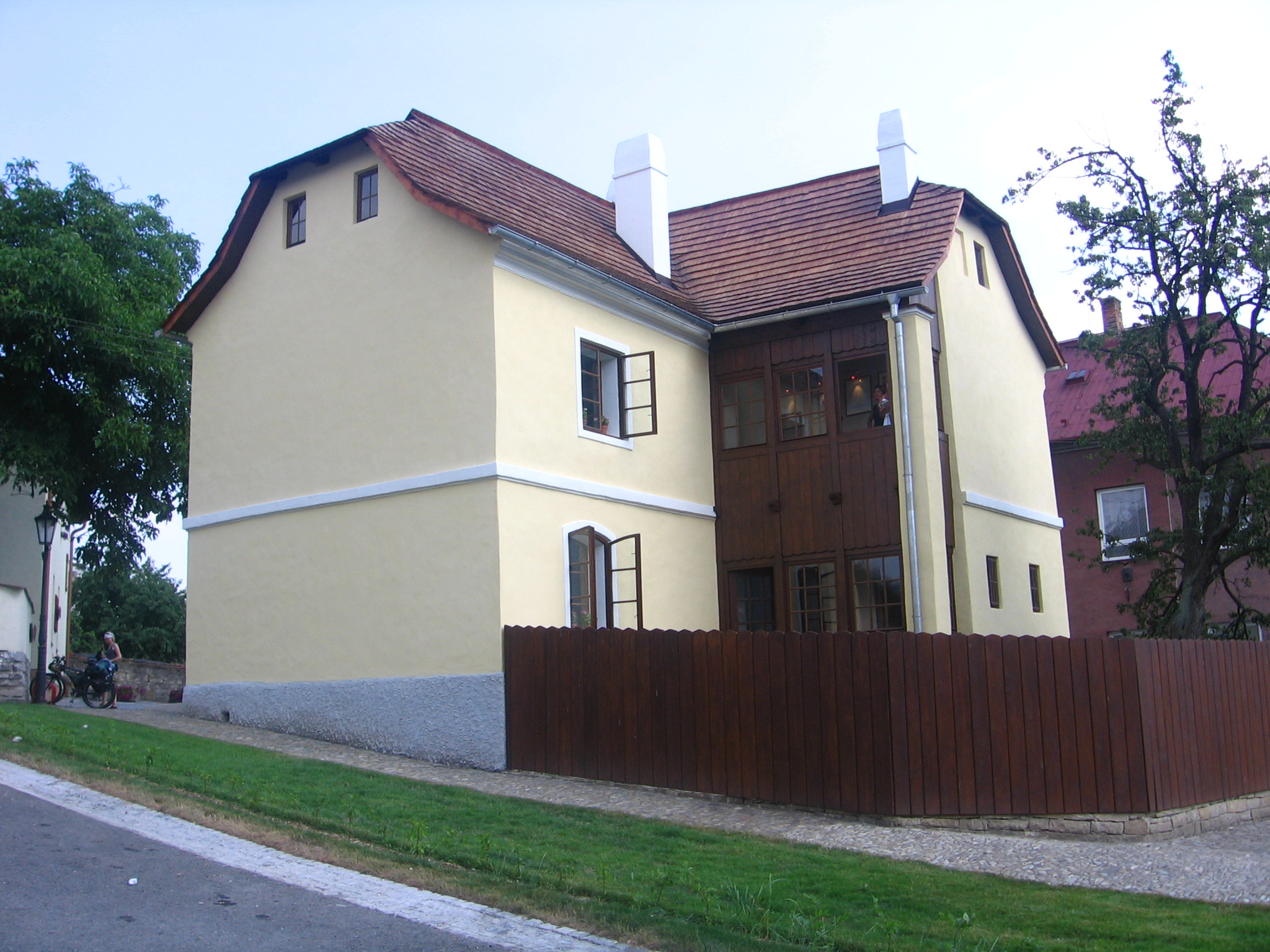
Vista posterior de la casa.

Sigmund Freud nació el 6 de mayo de 1856 a las 18:30 en esta casa de Příbor, ciudad que entonces también se conocía por su nombre en alemán Freiberg in Mähren. Corrían tiempos difíciles para su padre, Jakob Freud, el único proveedor de la familia. Como comerciante de lanas y fibras para telares artesanales,  sufría directamente las consecuencias de la decadencia de esta actividad textil artesanal en la zona de Mähren, debido a la introducción (como en muchos otros lugares del mundo) de las máquinas en la industria textil moderna. La crisis y cesantía que este cambio generó, se vieron agudizadas con el desvío del ferrocarril proveniente de Viena, que al dejar de parar en Freiberg, perjudicó aún más los negocios. En 1851 se había desatado además una crisis inflacionaria. Cuando Sigmund Freud tenía tres años de edad, en 1859, la familia se vio obligada a abandonar Příbor debido a que, además de las dificultades ya descritas, la ciudad estaba ese año completamente arruinada a consecuencia de la guerra austro-italiana.
Tras dejar esta casa, los Freud llegaron primero a Leipzig, donde permanecieron solo unos pocos meses, trasladándose pronto a Viena, ciudad en la que Sigmund Freud asistió a la escuela primaria y secundaria, para luego iniciar sus estudios en la facultad de medicina de la Universidad de Viena. Al obtener el título de médico, trabajó en la unidad de psiquiatría del hospital de Viena como colaborador del profesor Meynert. En este contexto, obtuvo una beca para estudiar en París con Charcot. A su regreso en Viena, abrió una consulta privada en la Berggasse 19, mientras paralelamente se desempeñaba como docente en la universidad. Tras la ocupación de Austria por los nazis, Freud se vio finalmente obligado a emigrar al Reino Unido, estableciéndose en Londres en una casa ubicada en el 20 de Maresfield Gardens en Hampstead, donde falleció en 1939. Las tres casas donde Freud vivió son hoy museos, bibliotecas y centros de documentación especializados.
En enero de 2006, la administración de la ciudad de Příbor adquirió la casa natal de Freud, un inmueble que se encontraba en malas condiciones y donde hasta entonces había funcionado una casa de masajes, y procedió a su rápida reconstrucción y reacondicionamiento sobre la base de un proyecto del arquitecto Zdeněk Tupý. En pocos meses se logró restaurar la casa para que luciera como en el siglo XIX y el 27 de mayo de 2006 el museo abrió sus puertas al público. La ceremonia de inauguración contó con la presencia del presidente Václav Klaus y con motivo de la celebración de los 150 años del nacimiento de Sigmund Freud, se realizaron en esas semanas diversos actos conmemorativos, conferencias y exposiciones.

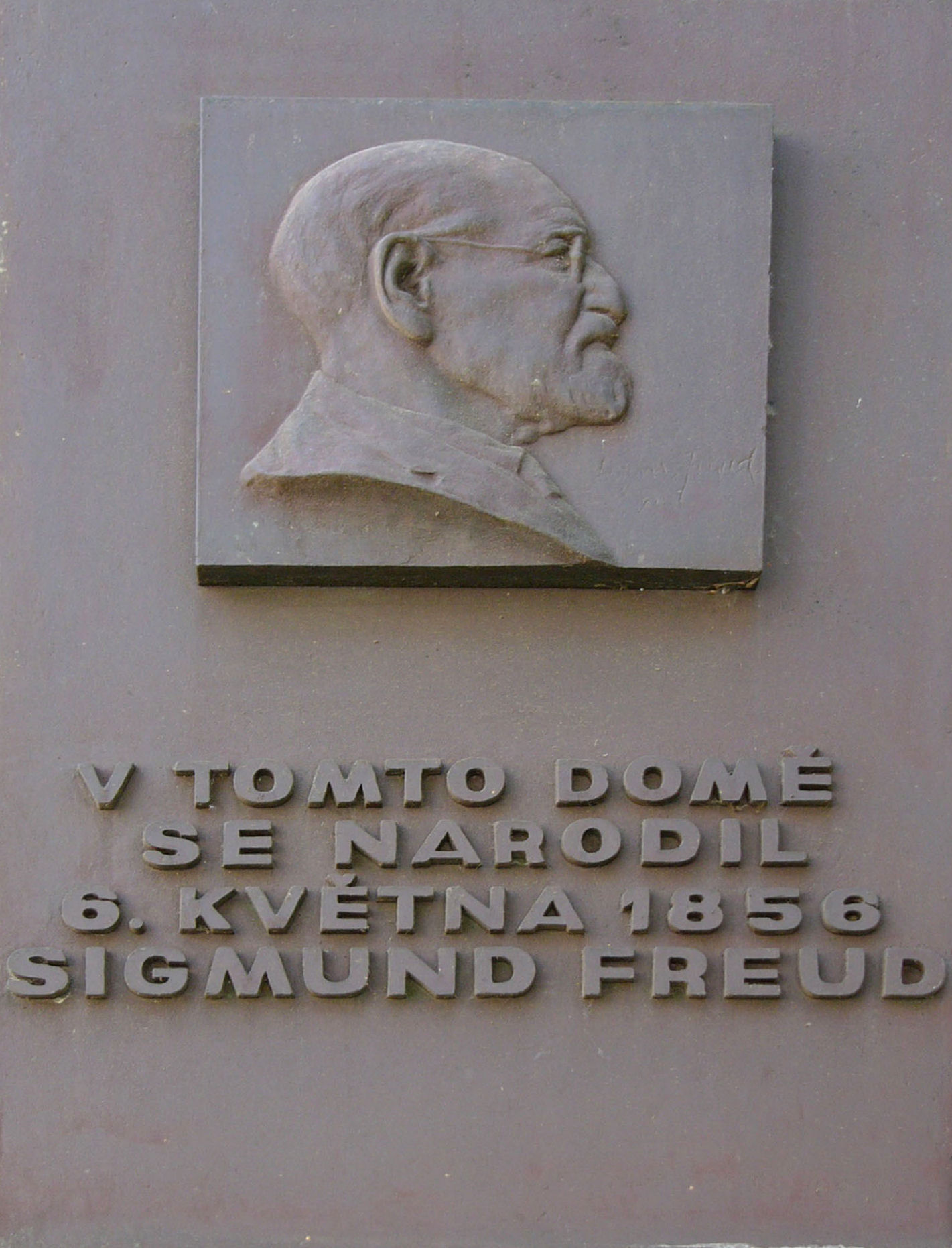
Placa recordatoria.

Freiberg in Mähren (hoy Příbor) era una ciudad pequeña, cuya población alcanzaba por la época del nacimiento de Freud unos 4500 habitantes, de los cuales aproximadamente 130 eran de origen judío. La calle se llamaba por aquel entonces Schlossergasse. Según relata Ernest Jones en las primeras líneas de su extensa y muy difundida biografía sobre Freud, tras su fallecimiento en Londres y en su honor, la calle pasó a llamarse Freudova ulice.
Aunque no existe plena seguridad sobre la habitación en la que nació Freud, se supone que pudo haber sido en el cuarto contiguo a la sala destinada actualmente a la biblioteca del museo. Hoy se exponen allí mapas y fotografías que muestran la ciudad de Příbor en el tiempo en que nació Freud y tratan de reconstruir los prados y campos aledaños donde probablemente Freud jugaba en su infancia más temprana. Pero básicamente se trata de conjeturas que dan un ambiente a la muestra del museo, pero para las que no existe evidencia documental.
En cambio, lo que sí se ha podido establecer con exactitud es que el propietario de la casa era por aquella época un herrero llamado J. Zajíce. Jacob Freud y su segunda esposa Amalia, padres de Sigmund Freud, eran relativamente pobres, no tenían casa propia y alquilaban aquí el apartamento superior de esta casa, ubicado sobre la herrería, de modo que aunque esta casa parece amplia en las fotografías, si se considera que solo alquilaban el piso superior, la familia Freud vivía en condiciones de relativo hacinamiento. El estrecho espacio daba alojamiento a la pareja de padres, a tres hijos comunes (Sigmund, Julius y Anna) y a dos hijos de un matrimonio amterior del padre (Emmanuel y Philipp). Agravando la situación de espacio, uno de estos hijos mayores de Jakob Freud, Emanuel Freud (1833–1914), ya se había casado y vivía con su esposa y dos hijos (John y Pauline) en el mismo piso.

## Objetivos y énfasis de la casa museo

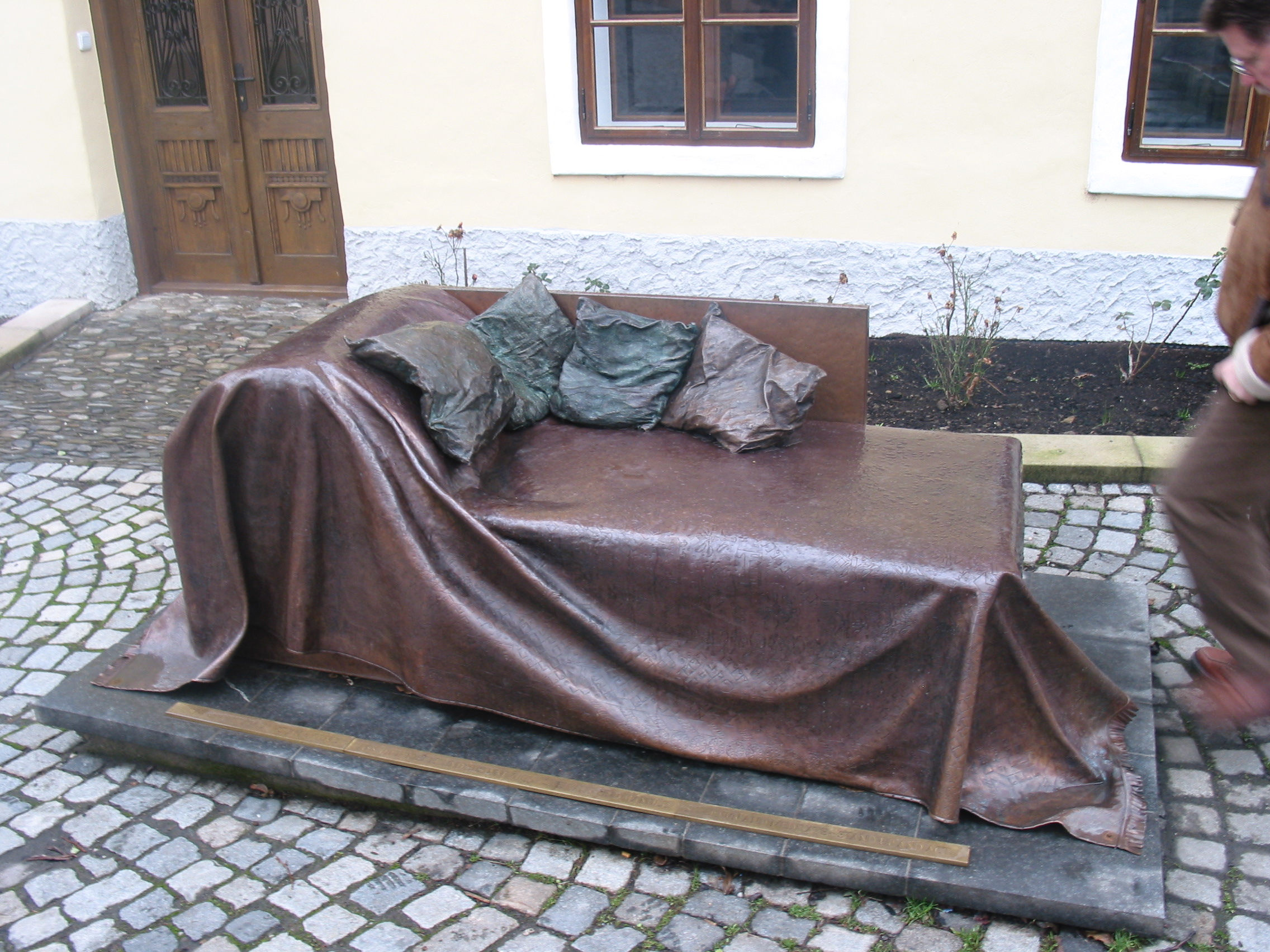
Una reproducción en cobre del famoso diván que se encuentra en Londres.

Por el contrario de los otros dos grandes museos (el Museo Sigmund Freud de Viena y el Museo Freud de Londres) que concentran una impresionante cantidad de información científica, archivos, bibliotecas y colecciones muy importantes para los investigadores del psicoanálisis y su historia, la concepción del museo de Příbor pone el acento en una dimensión más personal de Sigmund Freud, en su vida más privada y cotidiana, destacando en particular aspectos de su infancia y dando cabida a interpretaciones artísticas y de ficción sobre su persona, y busca alcanzar este objetivo a través de ofrecerse como un espacio de exposición a artistas contemporáneos con obras relevantes sobre Freud o influenciados por el psicoanálisis. Destaca en el frontis del museo una reproducción en cobre como escultura en tamaño natural, del famoso diván en el que Freud atendía a sus pacientes.
Como guía a través de la casa museo los visitantes reciben un reproductor de audio y auriculares, con una grabación que simula la voz de Freud. En un recurso de ficción, es así el propio Freud quien retorna a su casa natal y comparte sus recuerdos con los visitantes, en un modo peculiar y creativo se entrega así la información sobre los más importantes hitos de su vida y obra.
En el museo se muestra además una serie de caricaturas del destacado dibujante, caricaturista e ilustrador checo Vladimír Jiránkas, quien presenta a Freud como gran amigo del humor agudo y fino.